# Japán Birodalom
A Nagy Japán Birodalom (大日本帝國, ’Dai Nippon Teikoku’) (ismertebb nevén a Japán Birodalom vagy Japán Császárság) 1867. november 9-e és 1945. szeptember 2-a között fennállt államalakulat. Az állam a Tokugava-sógunátus felbomlása és a Meidzsi-restauráció után jött létre.
Japán gyors ipari és katonai fejlődése a Fukoku kjóhei (富国強兵, Gazdag ország, erős hadsereg) szlogenje alatt Ázsia nagyhatalmává tette. 1872-ben meghódította a Rjúkjú-szigeteket, majd 1894–1895-ben, az első kínai–japán háborúban döntő vereséget mértek a Csing-dinasztiára, és megszerezték Koreát. Japán ezután 1904–1905-ben az orosz–japán háború folyamán legyőzte a cári Oroszországot - ekkor fordult elő először, hogy egy ázsiai hatalom egy európai nagyhatalmat legyőzzön. 1914-ben harcolt az első világháborúban, és megszerezte Csingtaót és Mikronéziát Németországtól. Azonban ezt követően a hadsereg hatalma egyre növekedett az államon belül, és egyre militánsabb és agresszívebb kormányok váltották egymást.
1931-ben a megrendezett mukdeni incidens után a japán csapatok megszállták Mandzsúriát, és Mandzsukuo néven bábállamot hoztak létre itt. 1937-ben pedig kitört Japán és a Kínai Köztársaság között a második kínai–japán háború. 1936-ban aláírta az Antikomintern paktumot és 1940-ben csatlakozott a háromhatalmi egyezményhez, ezzel végleg a tengelyhatalmak mellett kötelezve el magát. Hatalma csúcsán, 1942-ben mintegy 7 400 000 km² területet tartott ellenőrzése alatt, amely a világ legnagyobb országainak sorába emelte.
A midwayi csata után azonban fokozatosan elkezdett visszaszorulni az ország, és végül 1945-ben a vesztesek oldalán fejezte be a világháborút. Habár a japán kormány igyekezett kitartani a végsőkig, a Hirosimára és a Nagaszakira dobott atombomba ezt nem tette lehetővé. Ezután az ország amerikai megszállás alá került Douglas MacArthur tábornok vezetése alatt. Az ország 1947. május 3-án kapott új alkotmányt, és végül az amerikai gyámkodás időszaka is véget ért 1952-ben, átadva helyét a mai modern Japánnak.